# Carlos Javier Regazzoni
Carlos Javier Regazzoni (Buenos Aires, 21 novembre 1967) è un politico e medico argentino.

## Biografia
Si è laureato e ha conseguito il dottorato all'Università di Buenos Aires, specializzandosi in medicina interna. Ha conseguito un diploma in studi filosofici presso l'Università Austral e in Bio-statistica presso la Facoltà di Scienze Esatte dell'Università di Buenos Aires. È stato premiato con l'Eisenhower Fellowship nel 2004.
Nella funzione pubblica ha lavorato dal 2007 nel governo della Città di Buenos Aires, ricoprendo incarichi nei Ministeri dello Sviluppo Sociale e dell'Istruzione, dove ha servito come sottosegretario di Gestione Economico-Finanziaria di tale dicastero.
Il 16 dicembre 2015, sotto la presidenza di Mauricio Macri, ha assunto la carica di direttore esecutivo dell'Istituto Nazionale di Servizi Sociali per Pensionati e Pensionate, più noto come PAMI, carica che ha ricoperto fino al 15 marzo 2017.
È figlio dello scultore Carlos Regazzoni.